# Action Man Atom
Action Man Atom è una serie animata francese sequel dell'originale Action Man, in Italia è stata trasmessa su Jetix dal 1º ottobre 2005 e successivamente in chiaro su Rai 2 all'interno del contenitore Random a partire dal 28 novembre dello stesso anno.

## Personaggi

### Eroi
Axel Manning
Età: 18

Axel Manning è il leader di ATOM, e un maestro di arti marziali Jo-Lan, che unisce il corpo e la mente permettendo di sferrare calci e pugni con accumulo di energia. Quando Axel aveva 8 anni, suo padre, Sebastian Manning, è stato ucciso in un'esplosione e Axel cerca la verità su quanto realmente accaduto.
Re
Età: 19

Crey Kingston è anche conosciuto come "il Re" ed è il più vecchio. È un gigante buono con una forza sovrumana esperto in varie forme di Wrestling come lotta greco-romana, lotta libera e pro-wrestling.
King può distruggere porte e pareti con poco sforzo; la sua potenza è pari a quella di Axel quando usa il suo Jo-Lan.
È anche esperto di tecnologia e adora il campeggio viene spesso nominato da shark fratello o fratellino
Lioness
Età: 17

Catalina Leone è la più giovane della squadra ed è anche conosciuta come "Lioness"; è una cantante e cantautrice afro-brasiliana che pratica capoeira. La sua agilità e capacità atletiche fanno di lei una combattente molto efficace.
Hawk
Età: 18

Zach Hawkes, noto anche come Hawk, è un pilota e collaudatore più a suo agio in aria che a terra, sia per la sua abilità di pilotaggio che per il suo enorme ego. Non è un gran combattente, ha usato un combattimento Muay Thai più di una volta ottenendo una sconfitta ogni volta.
Shark
Età: 18

Ollie Herbert Sharker, noto anche come Shark, è un surfista, il suo equilibrio impressionante gli permette adattarsi a qualsiasi luogo.
È uno studente di oceanografia e grande risorsa durante le missioni. Come Hawk, Shark non è in realtà un combattente abile ma è molto abile nell'evasione grazie alla sua conoscenza di equilibrio e di riflessi imparati dal surf.

### Cattivi
- Alexander Paine
- Spydah
- Flesh
- Tilian
- Wrecka
- Firekat
- Stingfly
- Rayza
- D-Zel
- Optical
- Luis Badlam

## Episodi

### Prima stagione
| nº | Titolo italiano                             | Titolo inglese                | Prima TV USA      | Prima TV Italia |
| -- | ------------------------------------------- | ----------------------------- | ----------------- | --------------- |
| 1  | Una squadra per la vendetta - Prima parte   | A Paine by Any Other Name (1) | 27 agosto 2005    | 1º ottobre 2005 |
| 2  | Una squadra per la vendetta - Seconda parte | A Paine by Any Other Name (2) | 27 agosto 2005    |                 |
| 3  | Paine, un dolore da combattere              | Touch of Paine                | 28 agosto 2005    |                 |
| 4  | Flesh, nuovo alleato di Paine               | Of the Flesh                  | 4 settembre 2005  |                 |
| 5  | Intrappolati                                | Trapped                       | 11 settembre 2005 |                 |
| 6  | L'esperimento                               | The Experiment                | 18 settembre 2005 |                 |
| 7  | Nei guai fino al collo                      | In Too Deep                   | 24 settembre 2005 |                 |
| 8  | Attenti al drago                            | Enter the Dragon              | 1º ottobre 2005   |                 |
| 9  | Ultima frontiera                            | The Final Frontier            | 8 ottobre 2005    |                 |
| 10 |                                             | Natural Magnetism             | 15 ottobre 2005   |                 |
| 11 | Doppia identità                             | Double Image                  | 5 novembre 2005   |                 |
| 12 | La figlia segreta                           | I, Paine                      | 12 novembre 2005  |                 |
| 13 | Nell'occhio del ciclone                     | Stormy Weather                | 19 novembre 2005  |                 |
| 14 |                                             | Royal Rumble                  | 26 novembre 2005  |                 |
| 15 |                                             | House of Paine                | 3 dicembre 2005   |                 |
| 16 | Spydah, allarme ragni                       | Spydah, Spiders Everywhere    | 10 dicembre 2005  |                 |
| 17 |                                             | Dem Bonez                     | 14 gennaio 2006   |                 |
| 18 |                                             | Omega Team                    | 21 gennaio 2006   |                 |
| 19 |                                             | Daddy's Little Girl           | 28 gennaio 2006   |                 |
| 20 |                                             | Breakout                      | 4 febbraio 2006   |                 |
| 21 | Buio sulla città                            | Black Out                     | 17 febbraio 2006  |                 |
| 22 | Il tempo segreto                            | The Big Sleep                 | 2 aprile 2006     |                 |
| 23 |                                             | The Sword of Jo-Lan           | 15 aprile 2006    |                 |
| 24 | Mondo sotterraneo                           | Underworld                    | 15 aprile 2006    |                 |
| 25 | Il telecomando                              | Remote Control                | 15 aprile 2006    |                 |
| 26 | L'ultima battaglia                          | Showdown                      | 15 aprile 2006    |                 |

### Seconda stagione
| nº | Titolo italiano | Titolo inglese         | Prima TV USA      | Prima TV Italia |
| -- | --------------- | ---------------------- | ----------------- | --------------- |
| 1  |                 | Deception/P.T.T.R      | 2 settembre 2006  |                 |
| 2  |                 | Revelation             | 9 settembre 2006  |                 |
| 3  |                 | Movin' on Down         | 16 settembre 2006 |                 |
| 4  |                 | From Beneath the Sea   | 23 settembre 2006 |                 |
| 5  |                 | Resurrection           | 30 settembre 2006 |                 |
| 6  |                 | Brain Drain            | 7 ottobre 2006    |                 |
| 7  |                 | Camping with the Enemy | 14 ottobre 2006   |                 |
| 8  |                 | Paine Relief           | 21 ottobre 2006   |                 |
| 9  |                 | A Shock to the System  | 28 ottobre 2006   |                 |
| 10 |                 | Perchance to Dream     | 4 novembre 2006   |                 |
| 11 |                 | Fathers and Daughters  | 11 novembre 2006  |                 |
| 12 |                 | Programmed             | 18 novembre 2006  |                 |
| 13 |                 | The Girls from Brazil  | 1º gennaio 2007   |                 |
| 14 |                 | The Mu-Toys            | 14 marzo 2007     |                 |
| 15 |                 | The Kraken Awakens     | 22 marzo 2007     |                 |
| 16 |                 | Critical Mass          | 23 marzo 2007     |                 |
| 17 |                 | High Frontier          | 24 marzo 2007     |                 |
| 18 |                 | Fathers and Sons       | 25 marzo 2007     |                 |
| 19 |                 | Survival Skills        | 26 marzo 2007     |                 |
| 20 |                 | Zoo Story              | 27 marzo 2007     |                 |
| 21 |                 | The Oddest Couple      | 28 marzo 2007     |                 |
| 22 |                 | Secret Admirer         | 29 marzo 2007     |                 |
| 23 |                 | Hyper Reality          | 30 marzo 2007     |                 |
| 24 |                 | Serving Two Masters    | 31 marzo 2007     |                 |
| 25 |                 | Full Circle            | 2 aprile 2007     |                 |
| 26 |                 | The Serpent's Tale     | 3 aprile 2007     |                 |

## Diffusione
| Paese       | Canale TV      |
| ----------- | -------------- |
| Italia      | Jetix, Rai 2   |
| Francia     | Jetix          |
| Spagna      | Jetix, TVE2    |
| Polonia     | Jetix, Polsat  |
| Svizzera    | Jetix          |
| Stati Uniti | Jetix          |
| Russia      | Jetix, STS     |
| Regno Unito | Jetix, BBC Two |

## Home video
In Italia la Universal Pictures ha pubblicato i DVD della serie dal 2006 al 2007.

## Doppiaggio
| Personaggio            | Doppiatore originale | Doppiatore italiano |
| ---------------------- | -------------------- | ------------------- |
| Axel Manning           | James Arnold Taylor  | Marco Vivio         |
| Ollie "Shark" Sharker  | Brain Donovan        | Paolo Vivio         |
| Zach "Hawk" Hawks      | Charlie Schlatter    | Oreste Baldini      |
| Cat "Lioness" Leone    | Alli Mauzei          | Monica Vulcano      |
| Craig "King" Kingstone | Alois Hooge          | Stefano Mondini     |
| Albert "Flesh"         | Bill Fagerbakke      | Achille D'Aniello   |
| Sig. Lee               | Tom Kenny            | Sergio Di Giulio    |
| Alexander Payne        | Clancy Brown         | Diego Reggente      |
| Spydah                 | Thomas James Kenny   |                     |